# Preaching the "End-Time" Message
Preaching the "End-Time" Message è un album di raccolta del gruppo sludge metal statunitense Eyehategod, pubblicato nel 2005.

## Tracce
1. Methamphetamine (Alternate version from Cry Now, Cry Later Vol. 1 compilation, 1993) – 1:33
2. Serving Time in the Middle of Nowhere (Alternate version from Gummo soundtrack, 1997) – 3:29
3. Sabbath Jam (From In These Black Days: A Tribute to Black Sabbath Vol. 1, Eyehategod/Anal Cunt split 7", 1997) – 6:05
4. Age of Bootcamps (From They Lie to Hide the Truth/The Age of Bootcamp, Soilent Green/Eyehategod split 7", 2002) – 5:33
5. I Am the Gestapo (From I Am the Gestapo/Self-Zeroing, Eyehategod/Cripple Bastards split 7", 2004) – 5:17
6. Jackass in the Will of God (Live in Japan, March 19, 2002) – 2:50
7. Revolution/Revelation (Live in Japan, March 19, 2002) – 4:29
8. 36 Beers and a Ball of String – 4:08
9. International Narcotic – 1:36
10. Turn Troubled Tables – 4:36